# Raveniola micropa
Raveniola micropa är en spindelart som först beskrevs av Anton Ausserer 1871.  Raveniola micropa ingår i släktet Raveniola och familjen Nemesiidae.
Artens utbredningsområde är Turkiet. Inga underarter finns listade i Catalogue of Life.